# Église Sainte-Anne d'Annaberg-Buchholz
Pour les articles homonymes, voir Église Sainte-Anne.
L'église Sainte-Anne, St-Annen-Kirche, est située dans la région des monts métallifères dans le Sud de la Saxe à Annaberg-Buchholz. 

## Histoire
L'église date de l'âge d'or de la ville et a été construite entre 1499 et 1525.  C'est une des plus belles du gothique flamboyant de Saxe.
À l'intérieur, on peut admirer la voûte due à Jakob Heilmann, portée par 12 piliers hauts et élancés. Les nervures des piliers forment sur la voûte sept étoiles à six branches et sous-tendent chaque travée d'un dais en forme de fleur.
Sur la chaire est sculpté un relief représentant un mineur. Le thème des mineurs est repris par le retable.